# Leon Rodal
Leon Rodal, také Arie nebo Lejb Rodal (1913 Kielce – 6. května 1943 Varšava) byl polský novinář, činný v hnutí revizionistického sionismu, spoluzakladatel a jeden z velitelů Židovského vojenského svazu. Účastnil se povstání ve varšavském ghettu, při němž zahynul.

## Životopis
Leon Rodal byl před válkou známým novinářem, píšícím články do novin Moment a Di Tat. Byl také aktivistou v pravicové sionistické straně sionistů-revizionistů.
Po vypuknutí války se ocitl ve varšavském ghettu a v roce 1942 se stal jedním ze spoluzakladatelů a velitelů Židovského vojenského svazu. Ve Svazu měl zodpovědnost nad informačním oddělením, které připravovalo, tisklo a distribuovalo noviny, plakáty a zároveň poslouchalo zahraniční rádiové frekvence. V prvních dnech povstání ve varšavském ghetu bojoval na Muranowském náměstí a bránil velitelství vojenského svazu. Během bitvy na Muranowském náměstí společně s vojenským velitelem svazu Pawlem Frenklem prolomil obklíčení povstaleckých pozic, přiblížil se k pozicím ukrajinských formací sloužících v německých službách a překvapivě na ně zaútočil.
Dne 25. dubna 1943, po zhroucení obrany na Muranowském náměstí, se Rodal a jednotka vedená Frenkelem dostala z ghetta podzemním tunelem. Skupina se zdržovala v předem připraveném konspiračním bytě. Odtud menší oddíly Židovského vojenského svazu podnikaly noční operace do hořícího ghetta a snažily se zachránit tamější uvězněné civilní obyvatele. První takové akci velel Leon Rodal, který 5. května 1943 úspěšně vyvedl z gheta skupinu civilistů. Druhý den vyrazila Rodalova jednotka na další akci, na zpáteční cestě ale byla přepadena příslušníky SS a členy polské policie generálního gouvernementu. Rodal při přestřelce zemřel spolu s mnoha členy své jednotky.

## Upomínka
Dne 9. listopadu 2017 byla ulice ve varšavské čtvrti Śródmieście, dříve pojmenovaná po Edwardu Fondamińském, přejmenována na ulici Leona Rodala, ale po zásahu zemského správního soudu v roce 2018 se ulice vrátila ke svému předchozímu názvu.